# Ang Panday IV: ika-apat na aklat
Ang Panday IV: ika-apat na aklat è un film del 1984 diretto da Fernando Poe Jr..
Basato sull'omonimo personaggio dei fumetti di Carlo J. Caparas, il film è il quarto e ultimo capitolo della serie dedicata al fabbro.

## Distribuzione
Il film è stato distribuito nelle sale filippine il 25 dicembre 1984 in occasione del 10º Metro Manila Film Festival.